# Razamonde
Razamonde (llamada oficialmente Santa María de Razamonde) es una parroquia y un lugar del municipio español de Cenlle, en la provincia de Orense, Galicia.

## Organización territorial
La parroquia está formada por siete entidades de población, constando dos de ellas en el nomenclátor del Instituto Nacional de Estadística español:
- Barral (O Barral)
- Ervedelo de Abajo (Erbededo de Abaixo)
- Ervedelo de Arriba (Erbededo de Arriba)
- Jubín (Xubín)
- Lagarellos
- Lomeiro de Monte (Lameiro do Monte)
- Razamonde

## Demografía

### Parroquia
| Gráfica de evolución demográfica de Razamonde (parroquia) entre 2000 y 2022 |
|                                                                             |
| Datos según el nomenclátor publicado por el INE.                            |

### Lugar
| Gráfica de evolución demográfica de Razamonde (lugar) entre 2000 y 2022 |
|                                                                         |
| Datos según el nomenclátor publicado por el INE.                        |